# Multiplicador de electrones

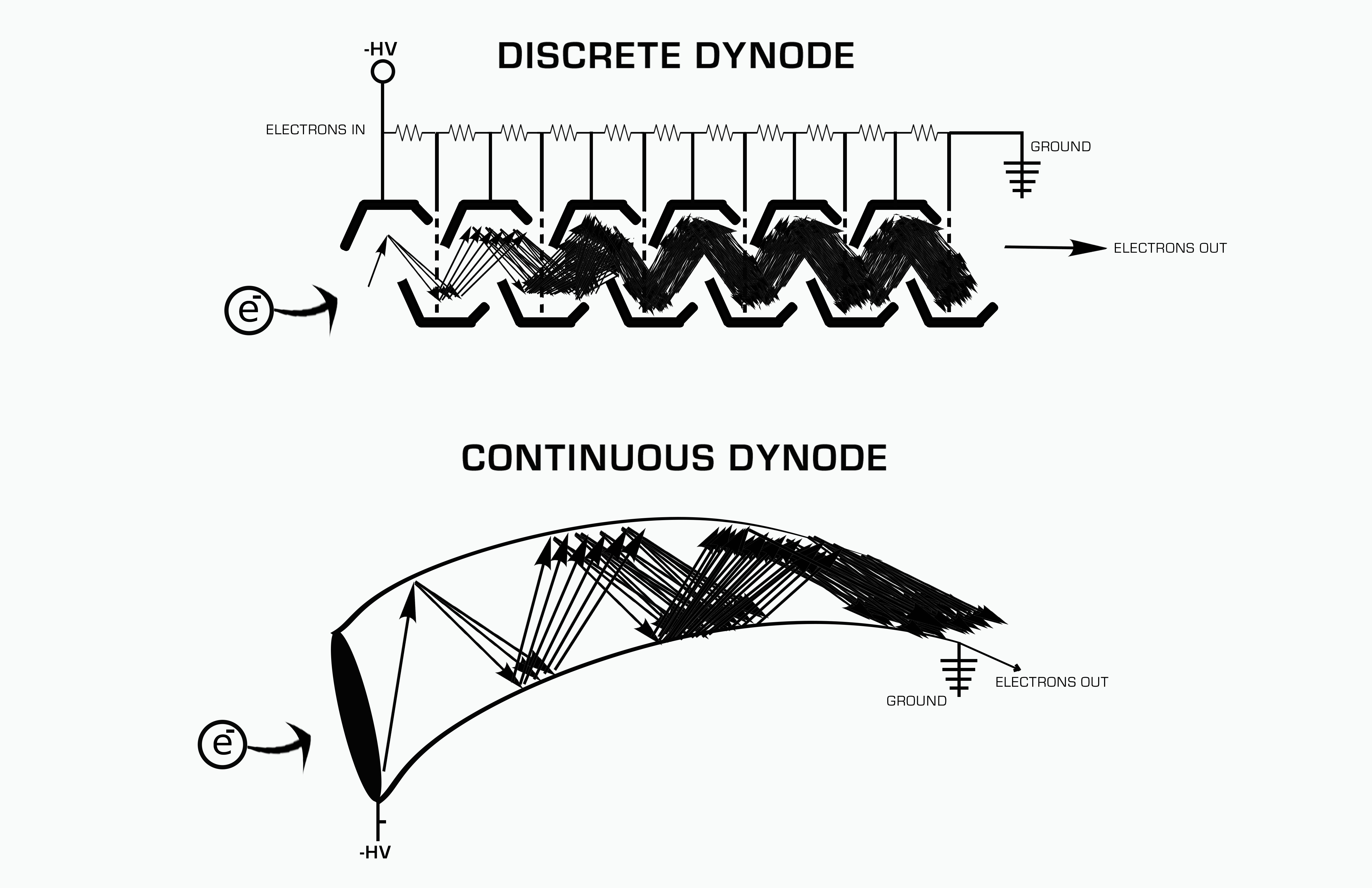
Diferencias contrastantes entre multiplicadores de electrones discretos y continuos.

Un multiplicador de electrones es una estructura de tubo de vacío que multiplica las cargas incidentes. En un proceso llamado emisión secundaria, un solo electrón puede inducir la emisión de aproximadamente 1 a 3 electrones cuando es bombardeado con material emisivo secundario. Si se aplica un potencial eléctrico entre esta placa de metal y otra más, los electrones emitidos se acelerarán hasta la siguiente placa de metal e inducirán una emisión secundaria de aún más electrones. Esto se puede repetir varias veces, lo que da como resultado una gran lluvia de electrones, todos recolectados por un ánodo de metal, activados por uno solo.

## Historia
En 1930, el físico ruso Leonid Aleksandrovitch Kubetsky propuso un dispositivo que usaba fotocátodos combinados con dinodos, o emisores de electrones secundarios, en un solo tubo para eliminar electrones secundarios aumentando el potencial eléctrico a través del dispositivo. El multiplicador de electrones puede usar cualquier número de dinodos en total, que usan un coeficiente, σ, y crean una ganancia de σn donde n es el número de emisores.

## Dinodo discreto
La emisión de electrones secundarios comienza cuando un electrón golpea un dinodo dentro de una cámara de vacío y expulsa electrones que caen en cascada sobre más dinodos y repite el proceso una vez más. Los dinodos están configurados de modo que cada vez que un electrón golpee al siguiente, tendrá un aumento de aproximadamente 100 voltios de electrón más que el último dinodo. Algunas de las ventajas de usar esto incluyen un tiempo de respuesta en picosegundos, una alta sensibilidad y una ganancia de electrones de aproximadamente 108 electrones.

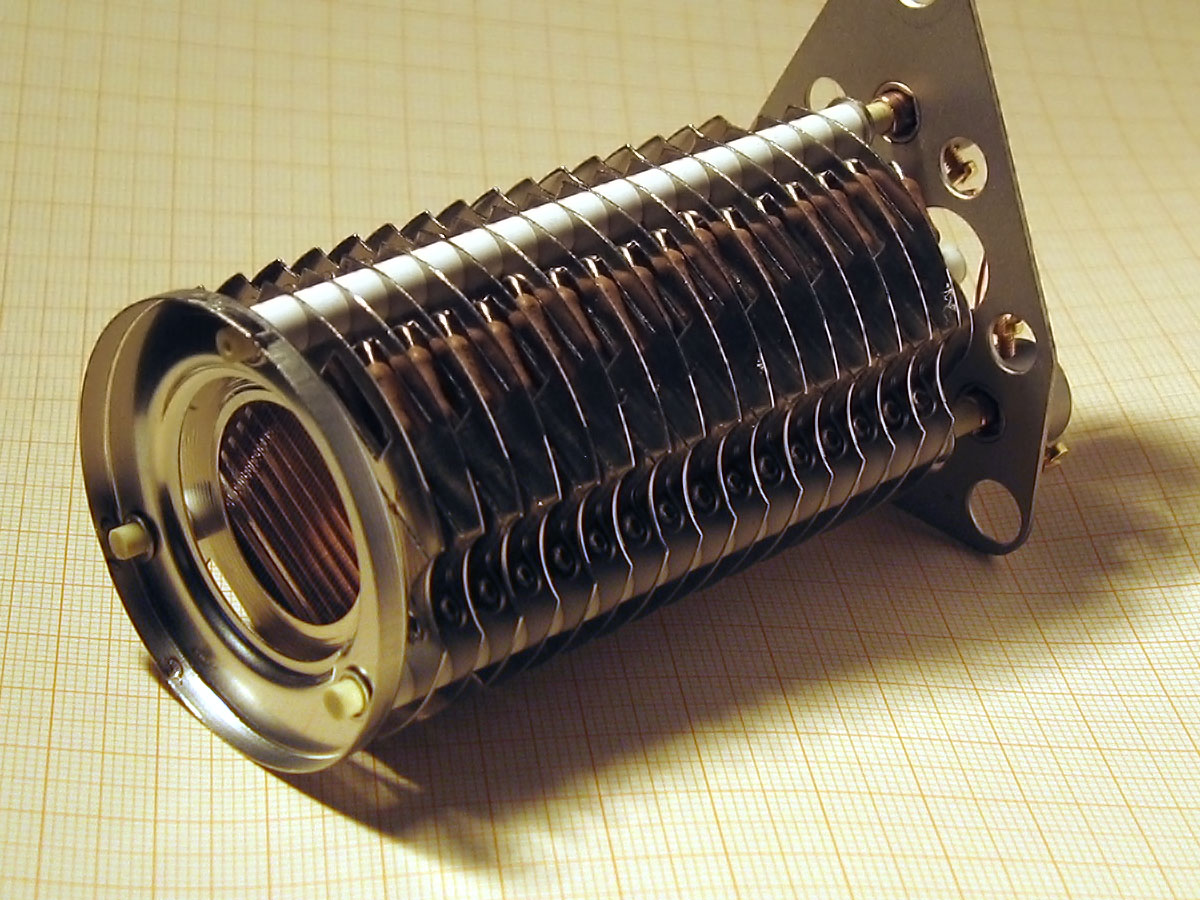
Un multiplicador de electrones discreto

## Dinodo continuo
Un sistema de dinodo continuo utiliza un embudo de vidrio en forma de cuerno recubierto con una fina película de materiales semiconductores. Los electrodos tienen una resistencia creciente para permitir la emisión secundaria. Los dinodos continuos usan un voltaje alto negativo en el extremo más ancho y van a un positivo cercano a tierra en el extremo estrecho. El primer dispositivo de este tipo se denominó Multiplicador de electrones de canal (CEM). Los CEM requerían de 2 a 4 kilovoltios para lograr una ganancia de 10 6 electrones.

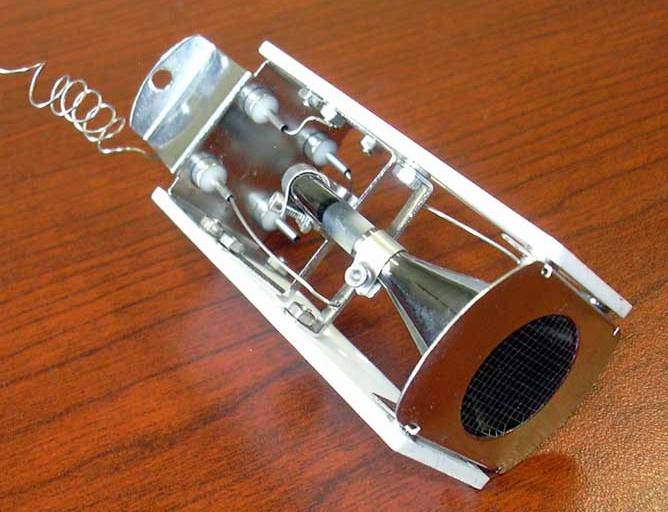
Multiplicador de electrones de dinodo continuo

## Placa de microcanal
Otra geometría del multiplicador de electrones de dinodo continuo es llamada placa de microcanal (MCP). Puede considerarse una matriz paralela bidimensional de multiplicadores de electrones de dinodo continuo muy pequeños, construidos juntos y alimentados en paralelo. Cada microcanal tiene generalmente paredes paralelas, no ahusadas ni en forma de embudo. Los MCP están fabricados con vidrio de plomo y tienen una resistencia de 109 Ω entre cada electrodo. Cada canal tiene un diámetro de 10-100 μm. La ganancia de electrones para una placa microcanal puede ser alrededor de 10 4 -10 7 electrones. 

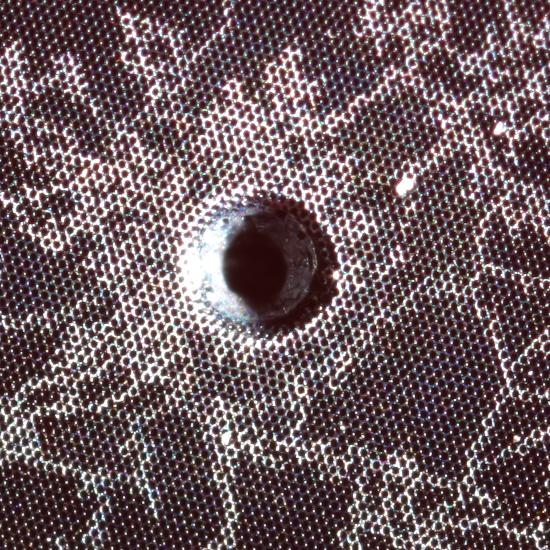
Placa de microcanal averiada

## Aplicaciones
En espectrometría de masas, los multiplicadores de electrones se utilizan a menudo como detector de iones que han sido separados por un analizador de masas de algún tipo. Pueden ser del tipo de dínodo continuo y pueden tener una forma de embudo curvado en forma de cuerno o pueden tener dinodos discretos como en un fotomultiplicador . Los multiplicadores de electrones de dinodo continuo también se utilizan en misiones de la NASA y están acoplados a un espectrómetro de masas de cromatografía de gases ( GC-MS ) que permite a los científicos determinar la cantidad y los tipos de gases presentes en Titán, la luna más grande de Saturno.
Las placas de microcanal también se utilizan en gafas de visión nocturna. A medida que los electrones golpean los millones de canales, liberan miles de electrones secundarios. Estos electrones luego golpean una pantalla de fósforo donde se amplifican y se convierten nuevamente en luz. La imagen resultante modela el original y permite una mejor visión en la oscuridad, mientras que solo usa una pequeña batería para proporcionar voltaje al MCP.